# Mabahissaster zengi
Mabahissaster zengi is een zeester uit de familie Goniasteridae.
De wetenschappelijke naam van de soort werd in 1938 gepubliceerd door Macan.